# جيمس أنتوني ويلز
جيمس أنتوني ويلز (بالإنجليزية: James Anthony Wills)‏ هو رسام أمريكي، ولد في 13 يونيو 1912 في فيلادلفيا في الولايات المتحدة، وتوفي في 10 نوفمبر 1993.